# Karenjy Mazana II
La Karenjy Mazana II est un pick-up du constructeur automobile malgache Karenjy. Elle est produite dans l'usine de Fianarantsoa depuis 2015.
Dévoilé en tant que concept-car en 2012, la Mazana II est introduite sur le marché malgache en novembre 2016. 
Ce véhicule tout-terrain de fabrication locale, conçu pour s'adapter aux conditions routières et climatiques difficiles de Madagascar, est disponible en plusieurs versions : pick-up, fourgon 6 places et fourgon 3 places.

## Caractéristiques
La Mazana II, successeur de la Mazana I, est un véhicule rustique dont le moteur DV6C 110CV HDI produit par Peugeot a été adapté aux contraintes africaine. Son châssis est composé de deux longerons mécano-soudés.
La carrosserie est en fibre de verre polyester.
Cette voiture est une des uniques voitures conçues et fabriquées en Afrique et est destinée à un marché Malgache avant tout.

## Motorisation
La Mazana II est équipée d'un moteur DV6C 110cv HDi produit par le groupe PSA adapté aux besoins malgaches.
| Motorisation Diesel            | HDi 110                                            |
| Type                           | 4 cylindres en ligne transversal 16s (type DV/DLD) |
| Cylindrée (cm3)                | 1 560                                              |
| Puissance maxi. (ch. - tr/min) | 110                                                |
| Couple maxi. (N m - tr/min)    | 240 à 1 750                                        |
| Boîte de vitesses              | BVM5                                               |
| Transmission                   | Integrale ou aux roues avant                       |
| 0 à 100 km/h (s)               | 11,3                                               |
| Vitesse maxi. (km/h)           | 191                                                |
| Consommations (L/100 km)       | 4,5                                                |
| Émissions de CO2 (g/km)        | 120                                                |